# Isocrinina
Sous-ordre
Les Isocrinina sont un sous-ordre de Crinoïdes (Échinodermes) sessiles, de l'ordre des Isocrinida (dont ils représentent la seule branche actuelle).

## Description

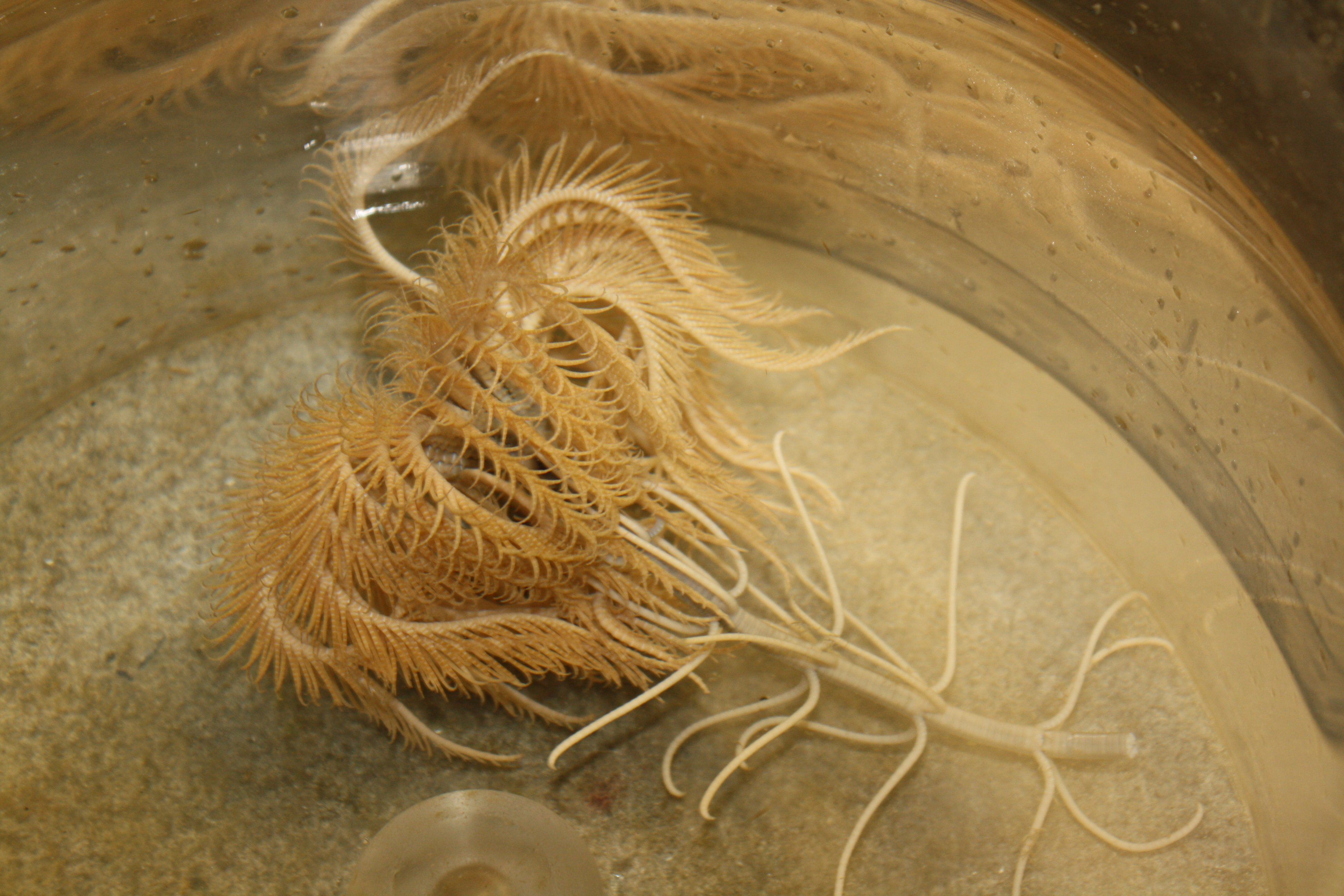
Un issélicrinide non identifié.

Ce sont des crinoïdes « vrais » : ils sont pourvus d'une longue tige calcaire articulée qui leur permet de porter leur thèque érigée. Cette tige est constituée d'articles internodaux alternant avec des articles nodaux, qui portent des cirrhes articulés et terminés par une griffe. 
Ce groupe se distingue des autres Isocrinida par ses bras longs et fins, aux ramifications essentiellement isostomes. Les facettes des brachiaux ont des muscles bien développés au niveau des fossae. Ils portent des volutes de cirrhes souvent circulaires à des intervalles réguliers le long de la tige, pentaradiée. Les facettes des articles columnaires affichent des motifs pétalloïdes. Les articulations sous les articles cirrinodaux sont cryptosymplectiales à synostosiales, et constituent les points de rupture en cas d'autotomie, entre nodaux et infranodaux. Chez les Proisocrinidae, toutes les articulations columnaires sont symplectiales et la tige est attachée au substrat par un disque de soudure, et les cirrhes de la tige ont régressé. 

## Liste des familles
Selon World Register of Marine Species (13 juin 2016) :
- famille Cainocrinidae Simms, 1988 -- 1 genre (1 espèce)
- famille Isocrinidae Gislén, 1924 -- 3 genres (3 espèces)
- famille Isselicrinidae Klikushkin, 1977 -- 4 genres (18 espèces)
- famille Proisocrinidae Rasmussen, 1978 -- 1 genre (1 espèce)

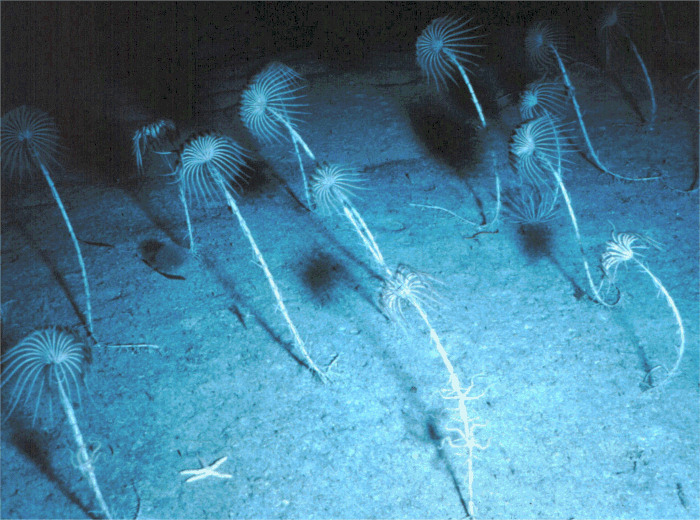
Neocrinus decorus (Isocrinidae).
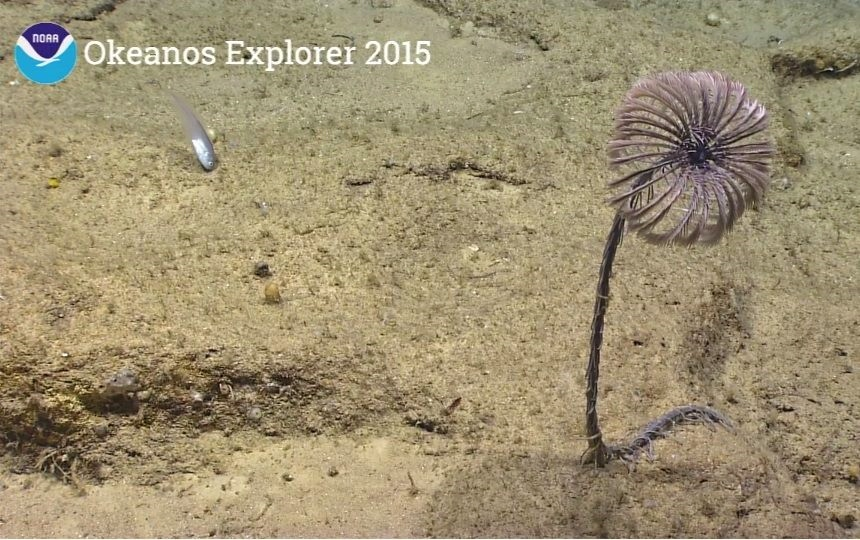
Endoxocrinus sp. (Isselicrinidae).
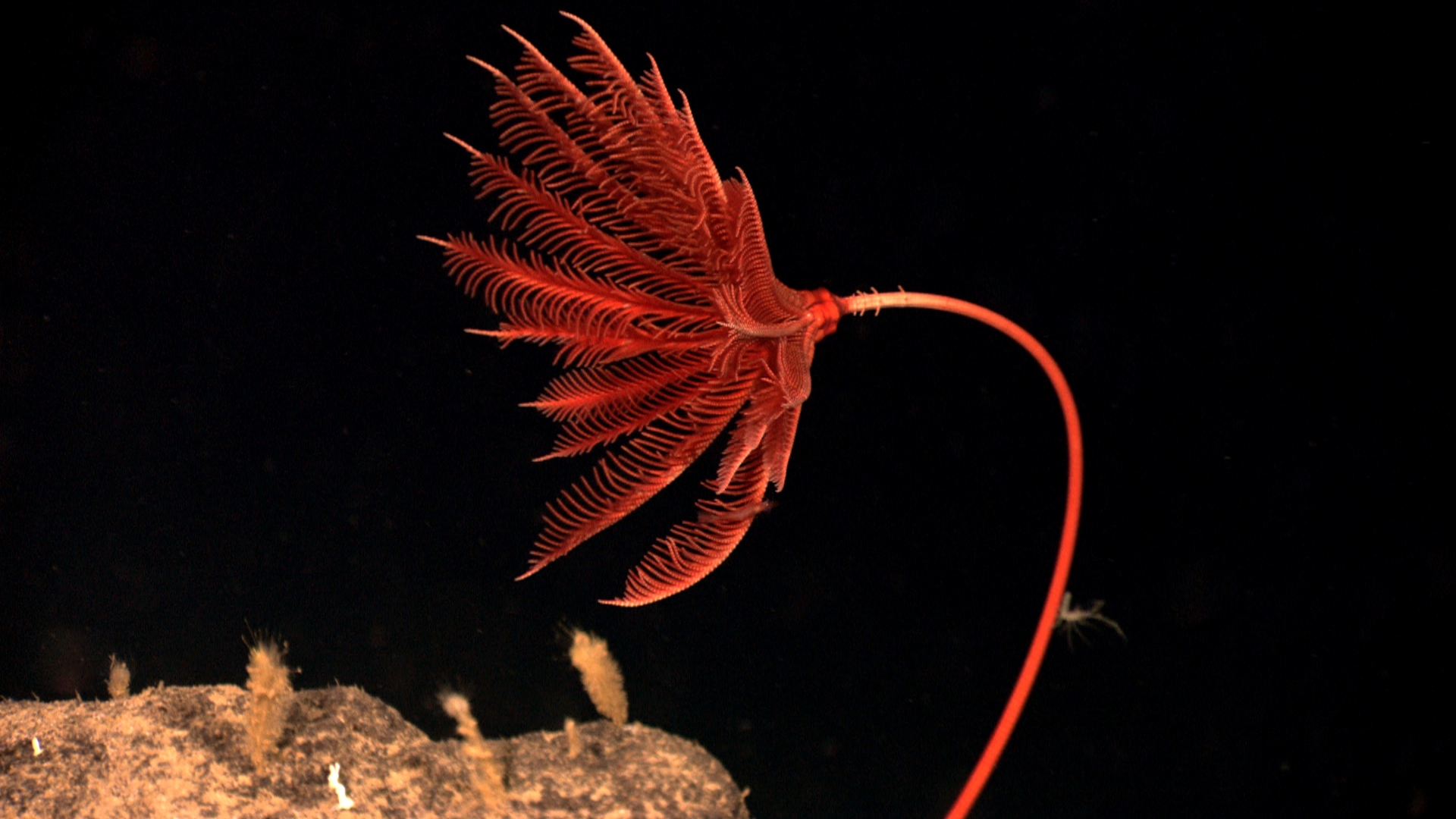
Proisocrinus ruberrimus (Proisocrinidae).